# Бизенкова, Валерия Евгеньевна
Валерия Евгеньевна Бизенкова (4 января 1997, Челябинск) — российская футболистка, нападающая московского «Локомотива» и сборной России.

## Биография
Воспитанница челябинского футбола («Сигнал», ЖФК «Челябинск»), первый тренер — Фазылова Нина Викторовна. Позднее занималась в юношеских командах «Олимп» (Старый Оскол), «Зоркий» (Красногорск), «Россиянка» (Московская область). В составе дубля «Россиянки» — победительница (2015) и серебряный призёр (2014) первенства России среди дублирующих составов.
На взрослом уровне дебютировала в составе «Россиянки» в матче высшей лиги России 7 ноября 2015 года против «Кубаночки». Этот матч был для футболистки единственным в первом сезоне, а её команда стала серебряным призёром.
С 2016 года выступает за ЦСКА. В 2017 году играла на правах аренды за «Россиянку», принимала участие в матчах еврокубков. В 2018 году вернулась в ЦСКА, но в том сезоне являлась игроком замены. С 2019 года является игроком основного состава «армейцев», чемпионка России 2019 и 2020 годов. В 2021 году сыграла лишь 3 неполных матча в конце сезона, а её команда завоевала серебряные медали. В 2022 году сыграла уже 17 матчей и забила 3 мяча и вновь завоевала серебряную медаль. В 2023 году сыграла 19 матчей и забила 5 мячей и завоевала серебряную медаль в третий раз, после чего покинула ЦСКА и перешла в «Локомотив».
Выступала за юношескую и молодёжную сборную России. В составе основной национальной сборной дебютировала 7 октября 2022 года в товарищеском матче против сборной Белоруссии. Первый гол за основную сборную забила 14 июля 2023 года в ворота сборной Ирана.